# Drapetis depressifrons
Drapetis depressifrons är en tvåvingeart som beskrevs av Smith 1969. Drapetis depressifrons ingår i släktet Drapetis och familjen puckeldansflugor. Inga underarter finns listade i Catalogue of Life.